# 亞歷山大丹尼士Enviro 200 MMC
亞歷山大丹尼士Enviro 200 MMC（英語：Alexander Dennis Enviro 200 MMC）是一款由英國亞歷山大丹尼士生產的兩軸單層巴士。它也是亞歷山大丹尼士製造的其中一款Enviro系列巴士，於2014年面世。

## 設計
Enviro 200MMC佈局與亞歷山大丹尼士Enviro 200相若，但整部巴士經過大幅改良，整部巴士比之前减輕200公斤。
車身採用全新設計，車頭左右不對稱，車咀與Enviro 400 City雙層巴士一致，包括司機位、電氣系統及可快速裝拆的「Quick Release Glazing」車窗，而車廂亦可以比Enviro 200裝到更多座椅。
可配歐盟六型排放的康明斯ISBe四氣缸或六氣缸引擎，經Allison、Voith DIWA或者ZF AS Tronic lite波箱運行尾軸。可選GKN Gyrodrive飛輪混合驅動系統。與之前的New Flyer MiDi樣辦相若，尾軸的避震氣囊由兩個增加至四個，並改用全電子縣掛系統。
不論軸距長或短，長度可選擇8.9米至11.8米不等。
2016年，亞歷山大丹尼士宣佈為紐西蘭市場開發三軸版Enviro 200MMC，稱為Enviro 200 XLB（又稱Dart 4 XLB），於驅動軸後面加多一條車軸，全長12.8米。同年，亞歷山大丹尼士亦與中國比亞迪合作，在比亞迪D9UR全電動巴士底盤上裝上車身，亞歷山大丹尼士稱之為Enviro 200 EV，初時全長12米版，後來再宣佈推出10.8米和9.6米版。

## Enviro 200 MMC在香港

### 新世界第一巴士及城巴
11000-11004（2501-2505）

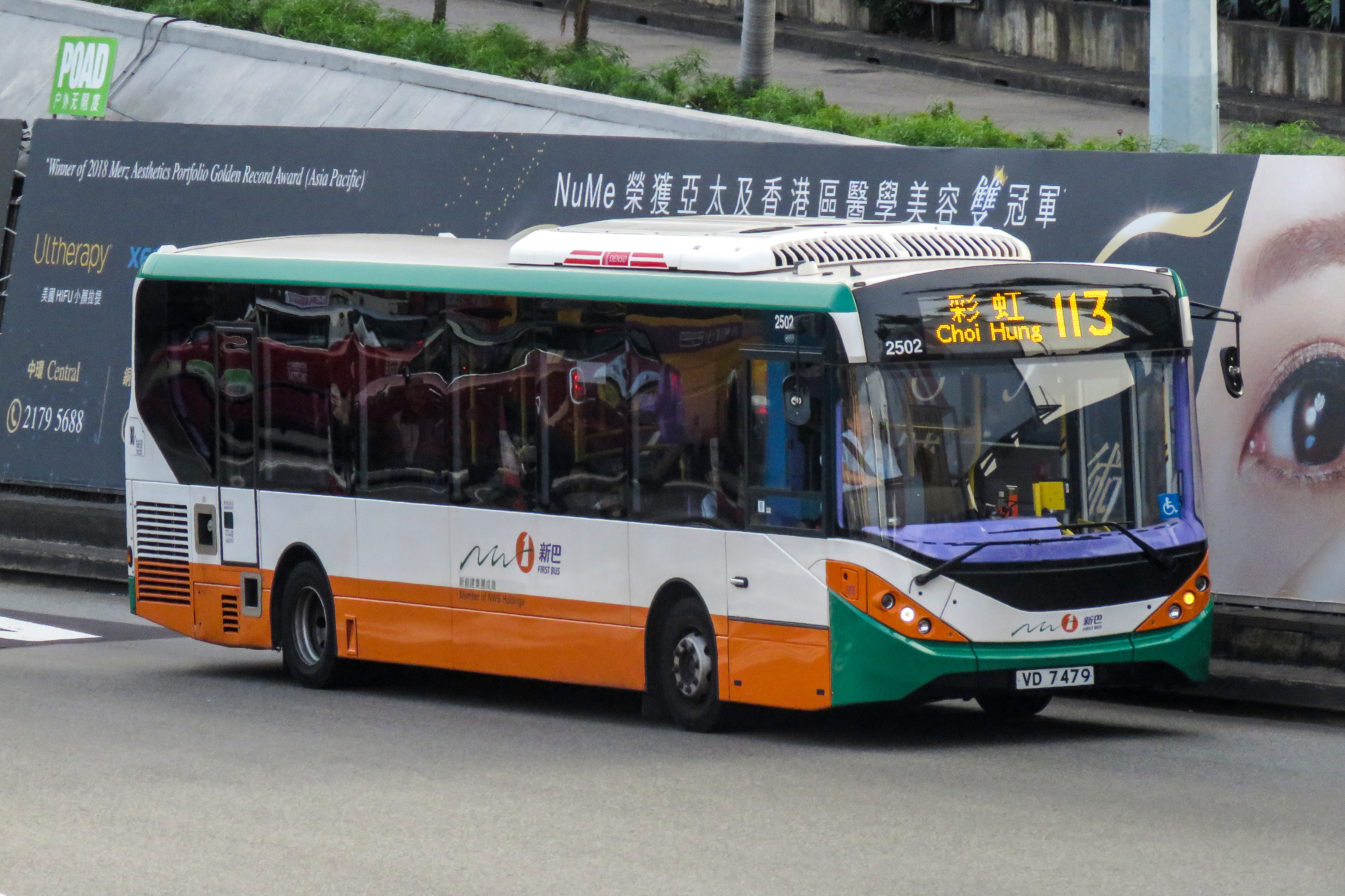
新世界第一巴士其中一部Enviro200 MMC

2016年4月新世界第一巴士訂購了5輛配置歐盟6型引擎的Enviro200 MMC 10.7米巴士，用作填補部份丹尼士飛鏢（2061-2065、2076-2094）退役後單層巴士車隊的空缺，首輛新車於2017年7月1日抵港，車隊編號定為2501-2505，首輛及其餘4輛新車分別將於同年11月20日及12月4日全數出牌。已於2023年7月1日起，所有車輛已過渡至城巴，車輛編號改為11000-11004。

### 香港機場地勤服務有限公司
2019年，機場地勤服務有限公司（HAS）引入一批4輛Enviro200 MMC 9.8米單層巴士，該批巴士全數為單門版本，由珠海中興智能汽車負責組裝車身，不設輪椅斜板及輪椅停放區，已於2020年2月4日於土瓜灣驗車中心進行驗車，全數已於同年12月出牌。

## 外部連結
- Enviro 200 Dart型號官方說明（英文）
- 香港巴士大典上的相关条目：Enviro200 MMC